# St. Bartholomäus (Steinbach)

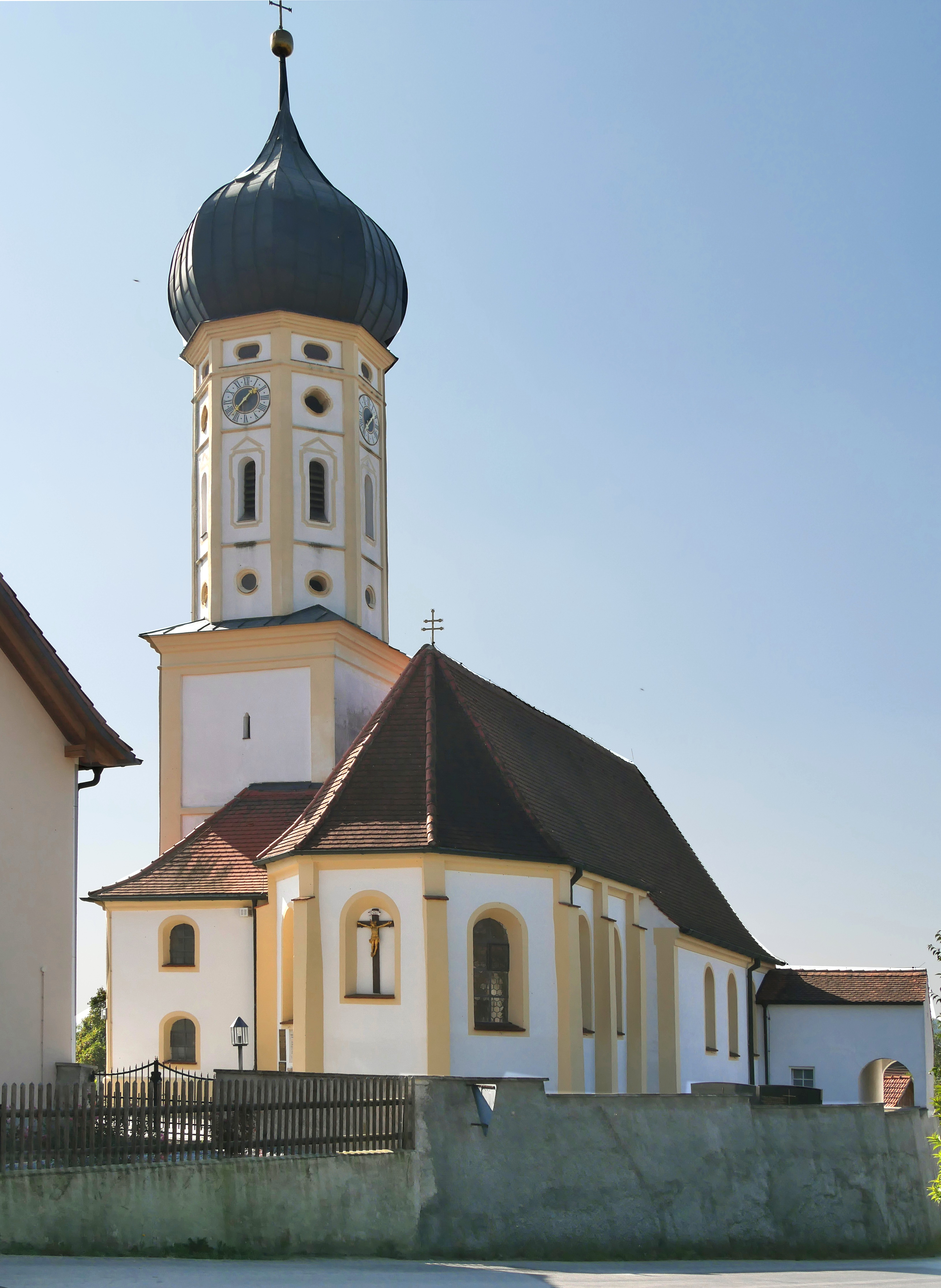
St. Bartholomäus in Steinbach

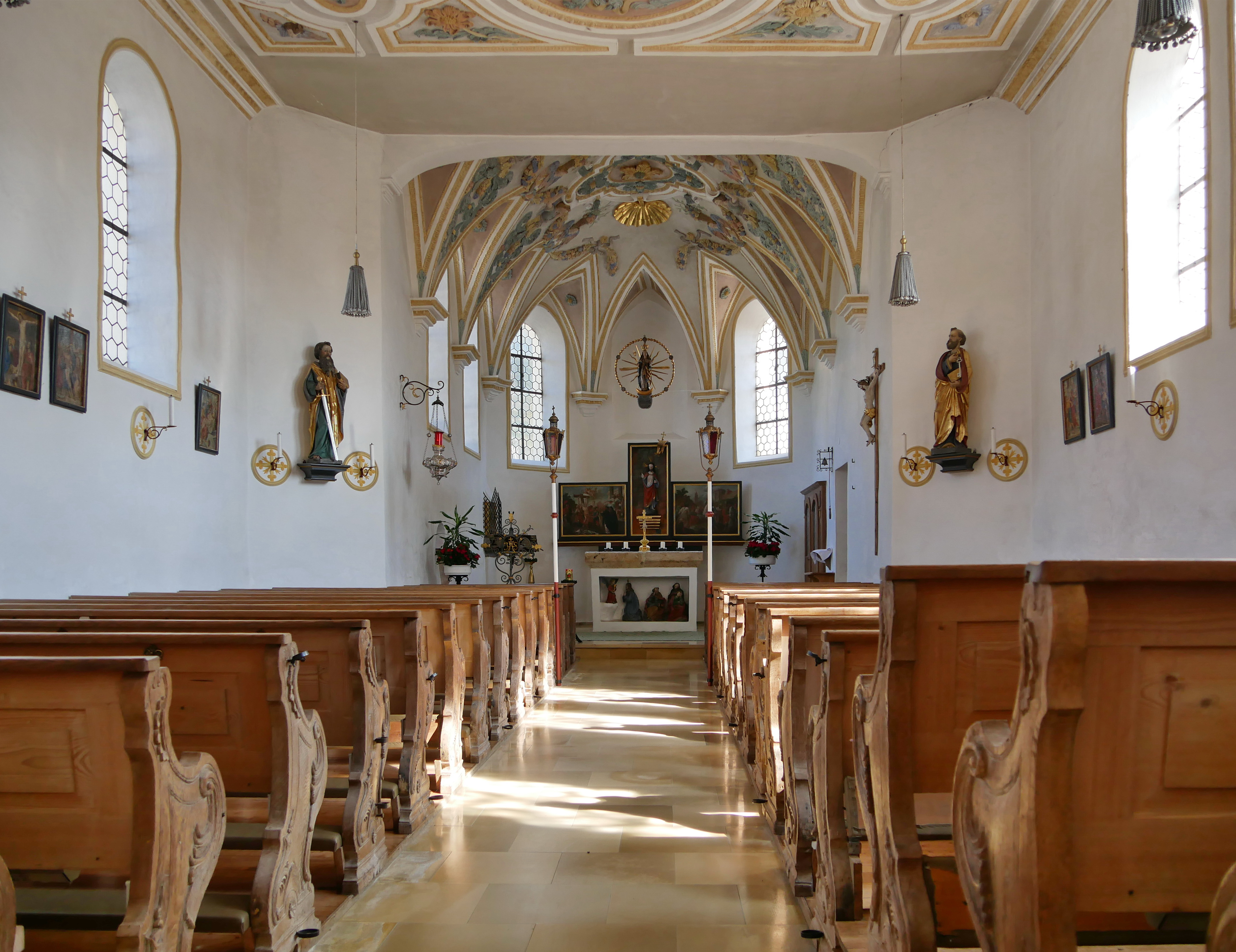
Innenansicht

Die römisch-katholische Pfarrkirche St. Bartholomäus steht in Steinbach, einem Gemeindeteil von Moorenweis im Landkreis Fürstenfeldbruck. Die Saalkirche ist in der Liste der Baudenkmäler in Moorenweis unter der Nummer D-1-79-138-23 eingetragen und gehört zum Dekanat Landsberg im Bistum Augsburg.

## Beschreibung
Der eingezogene, dreiseitig geschlossene, von Strebepfeilern gestützte gotische Chor im Osten des barocken Langhauses und das Erdgeschoss des Chorflankenturms auf quadratischem Grundriss an der Südwand des Chors wurden um 1484 errichtet. Die oberen Geschosse des Chorflankenturms, die den Glockenstuhl und die Turmuhr enthalten, und die Zwiebelhaube wurden 1680/81 aufgesetzt.
Das Retabel des Hochaltars besteht aus zwei querrechteckigen, 1798 von Johann Baptist Anwander geschaffenen Gemälden und einem schmal hohen  Mittelteil mit einer Statue der Auferstehung Jesu Christi. Im Altarstipes steht eine Ölberggruppe. Hoch im Chorraum ist eine Rosenkranzmadonna angebracht, die aus dem 16. Jahrhundert stammen, aber im Laufe der Zeit verändert worden sein dürfte.